# Потауатоми (окръг, Оклахома)
Окръг Потауатоми (на английски: Pottawatomie County, произнася се Потъуотъми) е окръг в щата Оклахома, Съединени американски щати. Площта му е 0 km², а населението – 65 521 души (2000). Административен център е град Шоуни.